# مسجد النبی (خواف)
مسجد النبی مربوط به اواخر دوره قاجار است و در شهرستان خواف، شهر خواف - میدان خاتم الانبیاء، خیابان مدرس، نبش مدرس ۲ واقع شده و این اثر در تاریخ ۱۸ اسفند ۱۳۸۷ با شمارهٔ ثبت ۲۴۹۸۸ به‌عنوان یکی از آثار ملی ایران به ثبت رسیده‌است.